# Германская Центральная Африка
Герма́нская Центра́льная А́фрика (нем. Deutsch Mittelafrika) — немецкая колония в Центральной Африке, создание которой было одной из главных целей германской колониальной политики в Первой мировой войне.

## Планы создания
Накануне Первой мировой войны предпринимались попытки распространить германскую колониальную империю на земли Центральной Африки. В результате на северо-востоке Германского Камеруна появился так называемый «Утиный клюв» — выступ германских владений, врезавшийся в территорию современного государства Чад. В 1911 году его обменяли на Новый Камерун.
В 1890 году Карл Петерс заключил договор с королём Буганды Мвангой Вторым. Этот договор должен был стать основой для расширения Германской Восточной Африки до масштабов «Германской Индии в Африке», но Петерс встретил активное противодействие Великобритании. Ему пришлось спешно оставить Буганду, а Занзибарский договор сделал эту территорию сферой влияния Британской империи, в результате чего договор, заключённый Петерсом, стал юридически ничтожным.
Первые конкретные планы создания Германской Центральной Африки появились в ходе переговоров между Германией и Великобританией о разделе португальской колониальной империи. Этот раздел мог стать следствием серьёзных финансовых трудностей, которые переживала Португалия. В июле 1913 года был заключён договор, согласно которому Германии отходили Сан-Томе и Принсипи и Ангола за исключением территорий, пограничных с Северной Родезией, а Великобритания получала весь Мозамбик. Германский министр колоний Вильгельм Зольф предложил также план раздела Бельгийского Конго, по которому Франция должна была получить территории к северу от реки Конго, Великобритания — северо-восток колонии, а Германия — широкую полосу территории между Анголой и Восточной Африкой. Этот план был отвергнут британской стороной.